# Daniel Bameyi
Daniel Bameyi, né le 4 janvier 2006, est un footballeur international nigérian qui joue au poste de défenseur central ou d'arrière droit.

## Biographie

### Club imaginaire
Avant Daniel Bameyi affirme jouer au Yumyum FC, club amateur basé à Abuja, dont la confidentialité est l'objet de controverses et interrogations au moment de sa sélection en équipe nationale,,.
Les enquêtes menées par la presse locale n'ont trouvé aucune trace d'un club portant ce nom au Nigeria, ni à Abuja, où il aurait été basé,.
Il aurait en réalité joué dans un championnat de quartiers, et sa sélection en équipe nationale pourrait être liée aux connexions de son agent avec la fédération.

### Carrière en sélection
Bameyi est international junior avec le Nigeria, prenant part à la Coupe d'Afrique des nations des moins de 20 ans 2023. Il porte alors le brassard de capitaine de la sélection,. Le Nigeria termine troisième de la compétition après s'être imposé contre la Tunisie, Bameyi délivrant une passe décisive à cette occasion.
En novembre 2022, Daniel Bameyi est convoqué pour la première fois avec l'équipe senior du Nigeria, dans un contexte où le Nigéria n'est qualifié ni pour la Coupe du monde ni la prochaine CHAN qui doivent avoir lieu dans les mois suivants. 
Il honore sa première sélection le 10 novembre 2022, lors d'un défaite en match amical contre le Costa Rica (2-0),. Âgé à ce moment-là de seulement 16 ans, ses sélections répétées malgré son inexpérience sont alors l'objet de controverses au Nigeria,,,,.
Mais ces controverses ne l'empêchent pas de continuer à briller avec les moins de 20 ans, toujours capitaine de la sélection aux moniaux juniors. Ils y battent l'Italie de Tommaso Baldanzi et Simone Pafundi et l'Argentine de Matías Soulé et Valentín Barco, éliminant ainsi cette dernière à domicile, avant de perdre en quart contre la Corée du Sud.

## Palmarès
Nigeria -20 ans
- Coupe d'Afrique des nations -20 ans :
  - Troisième : 2023 et 2025

### Distinctions individuelles
- Équipe Type Can U20 2025